# Podvelka
Podvelka (in tedesco Podwölling) è un comune di 2 685 abitanti della Slovenia settentrionale.

## Geografia antropica

### Suddivisioni amministrative
Il comune è diviso in 10 insediamenti (naselja) di seguito elencati.
- Brezno
- Janževski Vrh
- Javnik
- Kozji Vrh
- Lehen na Pohorju
- Ožbalt
- Rdeči Breg
- Spodnja Kapla
- Vurmat
- Zgornja Kapla